# Batalla de Dagorlad (1899 T. E.)
En el universo ficticio de Tolkien y en la obra Cuentos inconclusos de Númenor y la Tierra Media, se llamó Batalla de Dagorlad al enfrentamiento bélico entre el reino de Gondor y el Imperio auriga, ocurrido en el año 1899 en la Tercera Edad del Sol.
Tras la Batalla de los Llanos, los Aurigas habían ocupado prácticamente toda Rhovanion y habían expulsado a los hombres del Norte, al otro lado del Anduin, asentándose en los valles del Anduin en la zona comprendida entre La Carroca y los Campos Gladios. Estos seguían manteniendo relación con Gondor, en función no solo de la existencia de un enemigo común, sino también en una larga y constante amistad entre los pueblos.
Fue así que Marhwini, hijo de Marhari; comunicó al rey Calimehtar de Gondor, que los orientales pretendían cruzar el Anduin a la altura de los codos, para atacar Calenardhon. Este diseñó, junto a Marhwini, un plan de ataque para contener a los aurigas.
Calimehtar, condujo un ejército desde Ithilien, para interceptar al enemigo antes de que estos cruzaran el río. Sus movimientos fueron advertidos por los aurigas (esa era su intención), quienes lanzaron un ataque masivo contra las tropas del rey. Este fingió retroceder para lograr que de esa manera se alejaran de sus tierras.
Se encontraron, entonces, en la llanura de Dagorlad y comenzó la batalla. Parejas las fuerzas, la batalla no se definió rápidamente. Previamente Calimehtar, había enviado mensajeros a los hombres del Norte, estos cruzaron el Anduin por los codos, cuyas tierras estaban ahora vacías de enemigos, y dieron el aviso de que el plan estaba en marcha. Fue así que Marhwini, que había reunido una gran éored, se puso en camino para auxiliar al ejército de Gondor. Al llegar atacaron a los aurigas por el flanco izquierdo y por la retaguardia. Las fuerzas combinadas, derrotaron al enemigo, causando muchas muertes y obligándolos a retirarse a sus tierras.
Calimehtar no persiguió a los aurigas por dos razones. Una porque había perdido muchos hombres (una tercera parte del ejército) y otra porque la segunda parte del plan estaba en marcha. Los jinetes éothéod sí persiguieron al enemigo hacia el norte, hostigándolo y causándole numerosas bajas. Pero al llegar a los bordes orientales del Bosque Negro, se detuvieron, porque una rebelión de los pueblos bajo su dominio, organizada por el propio Marhwini, estaba atacando a los aurigas en su propio territorio, que estaba sin custodia. 
Esta última acción urdida por los jefes de ambos pueblos, no fue todo lo exitosa que se esperaba, pues si bien la rebelión había logrado atacar y quemar muchas casas y campamentos fortificados del enemigo, se encontraron con una resistencia inesperada. Las mujeres de los aurigas, que estaban preparadas para la guerra, hicieron frente, con valentía, a los rebeldes y Marhwini debió retirarse a sus territorios.
Aun así la alianza entre Calimehtar y Marhwini, logró reducir el peligro que los aurigas representaron para Gondor por un largo tiempo; ya que estos habían quedado muy debilitados tras la batalla y la rebelión. Además la alianza tuvo un efecto que «se revelaría en un futuro que nadie podía prever entonces: las dos grandes expediciones de los rohirrim que acudieron a salvar a Gondor, la llegada de Eorl al campo de Celebrant y los cuernos del rey Théoden en las Pelennor, sin los cuales el retorno del rey habría sido en vano».